# Antaglifo
Antaglifo é a designação dada por Plutarco a uma rara pedra que teria a virtude de fazer que quem a trouxesse não se admirasse de coisa alguma. Essa pedra teria esculpida a imagem de Cibele, mulher de Saturno, e poderia ser encontrada nas águas do rio Sagara na Frígia.